# Bautista
Pour les articles homonymes, voir Bautista (homonymie).
Bautista est une municipalité de la province de Pangasinan, aux Philippines.